# Pont de Ca l'Illa
El pont de Ca l'Illa és una obra de Gualba (Vallès Oriental) inclosa a l'Inventari del Patrimoni Arquitectònic de Catalunya.
És un pont d'un sol arc, modificat, eixamplat degut al progrés, tot de pedra i pla. Passa per sobre la riera de Gualba, afluent per l'esquerra de la Tordera.